# Choose Love
| Recensione | Giudizio |
| ---------- | -------- |
| AllMusic   |          |

Choose Love è il ventitreesimo album solista di Ringo Starr, uscito il 7 giugno 2005 su etichetta Koch.
Quarto album in studio per Ringo e il team capitanato da Mark Hudson.
Apprezzato dalla critica, l'album venne snobbato dal pubblico, non riuscendo a entrare nelle classifiche americane (dove i precedenti Vertical Man e Ringo Rama avevano fatto capolino).
L'album si differenzia dai precedenti in quanto l'apporto di guest star è ridotto a Chrissie Hynde (duetto in Don't hang up) e Billy Preston (organo in Oh my lord); si tratta di un lavoro di gruppo, frutto della coesione di una band che lavora insieme da ormai quasi dieci anni.

## Tracce
1. Fading In Fading Out – 3:27
2. Give Me Back the Beat – 3:54
3. Oh My Lord – 5:32
4. Hard to Be True – 3:27
5. Some People – 3:18
6. Wrong All the Time – 3:39
7. Don't Hang Up – 3:27
8. Choose Love – 3:07
9. Me and You – 2:15
10. Satisfied – 3:19
11. The Turnaround – 3:54
12. Free Drinks – 4:46

## Edizione DualDisc
Dell'album è stata pubblicata un'edizione limitata CD+DVD.
Il DVD bonus contiene:
- L'intero album in modalità "enhanced stereo"
- I testi di tutte le canzoni
- Analisi canzone per canzone da parte di Ringo Starr e Mark Hudson
- Analisi di David Wild
- Documentario esclusivo sul "making of" dell'album